# Matejovce

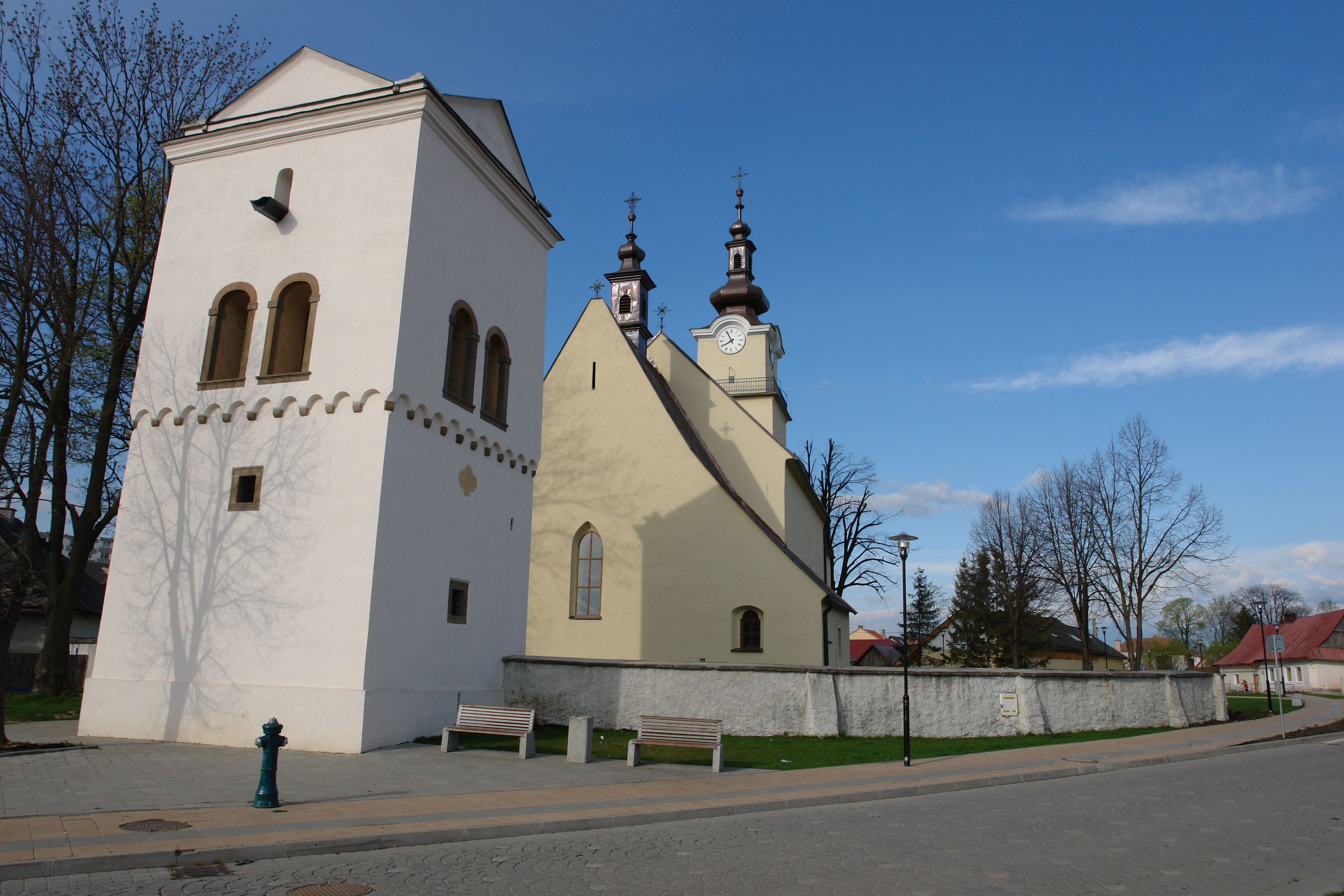
Dzwonnica i kościół św. Stefana Króla w Matejovcach

Matejovce (węg. Mateóc, niem. Matzdorf) – część miasta Poprad w kraju preszowskim na Słowacji.

## Położenie
Matejovce są północno-wschodnią dzielnicą Popradu. Jej zabudowania znajdują się na lewym brzegu Popradu, jedynie przystanek kolejowy Matejovce pri Poprade znajduje się na prawym brzegu tej rzeki. Wschodnim skrajem zabudowań, wzdłuż Popradu biegnie słowacka droga krajowa I kategorii I/66 (do lipca 2015 r. był to ciąg drogi I/67). Od południa dzielnicę ogranicza autostrada D1.

## Historia
Pierwsza pisemna wzmianka o wsi Matejovce pochodzi z 1251 r. Otrzymała ona nazwę najprawdopodobniej na cześć jednego ze swoich patronów, Macieja Apostoła (drugim był św. Stefan). Pierwotnie wieś należała do „gminy” Sasów Spiskich. Jeszcze w okresie międzywojennym potomkowie niemieckich osadników stanowili ok. 60% mieszkańców miejscowości.
Wieś rozwijała się przy szlaku, wiodącym ze Spiskiej Soboty do Kieżmarku. W latach 1412–1772 wchodziła w skład tzw. zastawu spiskiego. W latach 1778–1876 wchodziła w skład Prowincji XVI Miast Spiskich. Pierwsi mieszkańcy Matejoviec zajmowali się głównie rolnictwem, w tym uprawą lnu, a także płóciennictwem i gorzelnictwem. Od końca XVIII w. spiscy Niemcy zaczęli uruchamiać we wsi pierwsze manufaktury. Znacząca zmiana w życiu mieszkańców nastąpiła w 1845 r., kiedy Karol August Scholz założył fabryczkę produkującą gwoździe i zgrzebła dla koni. Zakład rozwinął jego syn, Jan Emil Scholtz, wprowadzając produkcję blaszanych wyrobów cynowanych i cynkowanych. Z prostych warsztatów z połowy XIX wieku powstało z czasem kilka dużych zakładów, w tym założona w 1903 r. – jedna z największych na terenie dzisiejszej Słowacji – fabryka produkująca wyroby emaliowane, narzędzia rolnicze i inne artykuły żelazne (w latach międzywojennych – również na potrzeby wojska, w tym m.in. kuchnie polowe, hełmy i granaty ręczne). W 1889 r. wieś otrzymała (położony jednak za rzeką Poprad) przystanek kolejowy Matejovce pri Poprade na bocznej linii z Popradu do Kieżmarku (później przedłużonej przez Spiską Białą do Pławca).
Po upaństwowieniu w 1945 r. zakład działał od 1950 roku jako Tatrasmalt, natomiast od 1974 roku jako Tatramat, produkując m.in. pralki automatyczne i elektryczne ogrzewacze do wody. W 1992 r. produkcję pralek i innych elektromechanicznych urządzeń AGD przejął koncern obecnie Whirlpool), natomiast w 2004 r. produkcję ogrzewaczy do wody przejęła Stiebel Eltron Gruppe.
W 1974 r. Matejovce zostały włączone do Popradu, stając się główną dzielnicą przemysłową miasta. W 2015 r. liczyły 2865 mieszkańców. Aktualnie (2015 r.) rozwija się nowy park przemysłowy (słow. Priemyselný Areál Východ, Poprad), w którym oprócz wymienionych wyżej działają również inne firmy, jak Immergas Europe s.r.o, STIGA Slovakia czy Pasell Slovakia s.r.o.

## Zabytki
- Kościół św. Stefana Króla - gotycki, przebudowany w pierwszej połowie XIV w.;
- Dzwonnica z XVII w., renesansowa, przebudowana w stylu klasycystycznym;
- Murowane domy z dachami przyczółkowymi, z XIX w.